# 水深ゼロメートルから
『水深ゼロメートルから』（すいしんゼロメートルから）は、執筆当時、徳島市立高等学校の生徒で演劇部所属の中田夢花による高校演劇の戯曲。2019年に開催された第44回四国地区高等学校演劇研究大会で「文部科学大臣賞（最優秀賞）」を受賞した。
夏休みに、さまざまな事情で学校の水のない空っぽのプールに集まった女子高校生4人と女性体育教師の会話劇が描かれる。
2021年11月に「アルプススタンドのはしの方」（2019年）に続く高校演劇リブート企画の第2弾として、東京・下北沢の「劇」小劇場にて上演された。
舞台版からメインキャスト3人が引き続いての出演で映画化され、2024年5月3日に公開された。

## あらすじ
高校2年の夏休み、阿波踊りの練習を見られたくない女子・ミクとメイクをしていないと落ち着けない同級生のココロは体育教師の山本から水泳の授業の特別補習として、プールの掃除を指示される。故障中で水の入っていない空っぽのプールの底には、隣の野球部グラウンドから飛んできた砂が積もっている。この砂を全部掃くように言われた2人は仕方なく砂を掃き始める。
同級生で水泳部のチヅルは水泳の練習などと言って、空っぽのプールになぜかいる。そこに、引退した水泳部の元部長で3年の先輩ユイがやって来て、山本から手伝いを頼まれたと言って掃除に合流する。ユイからほうきを受け取ったチヅルも掃除に合流し、4人で砂を掃いていくが、野球部が練習中なので砂はどんどん積もっていく。
掃除に対する不満もあってか、4人は次々とたわいもない話を繰り広げていく。見た目や可愛らしさへの悩み、自分らしくありたいためのメイク、生理の憂鬱、女性と男性の性差や体力差など、それぞれが抱える思いが浮き彫りになっていく。
そんな時、野球部の2年のエース・楠の打ったボールがプールに飛び込んでくる。チズルは一旦は投げ返そうとするが、楠に対して屈折した感情を持つチヅルは、そのまま隠してしまい、チヅルに頼まれたミクやココロも一緒になってごまかしてしまう。
ユイはチヅルにボールを返すように言うが、反発されてしまう。チズルは水泳のテストで楠にタイム負けしてから水泳部を辞めるなどと言い出しているが、ユイは頑張ってきたチヅルにそんな理由で辞めてほしくないと思っている。
ミクは小さい頃みたいに、阿波踊りで男踊りを普通に踊りたいと思い、自分を理由に諦めたくない。ココロはメイクして可愛くなって、それでやっと男と戦えるなどと言い出すが、ミクは「私たちは私たちのままでも、戦える」とココロの手を掴んで言う。
そんな中、チヅルがグラウンドの楠に向かって、大声で名前を叫んで思い切りボールを投げる。ボールは何度かバウンドして楠の近くに転がっていく。チヅルの負けたくないという思いにココロやミクの思いが交差していく。

## 登場人物
生徒1（ココロ）
徳島市立高校2年生。自分のためにメイクする。ミクとともにプール授業で赤点となる。
生徒2（ミク）
ココロの同級生。小さい頃のように自由に男踊りを踊りたいと思っている。
生徒3（チヅル）
水泳部部長。野球部の楠に水泳でタイム負けしてから部活を辞めるなどと言い出す。
生徒4（ユイ）
水泳部の元部長でチヅルの先輩。山本からプール掃除を手伝うように言われる。
教員（山本）
女性体育教師。特別補習としてココロとミクにプールの掃除（たまった砂を掃く）を指示する。
ココロからは生理の時にプールに入らせたことなどから、かなり反感を持たれている。
その他原作脚本記載の人物（台詞の中でのみ登場）
- 楠

2年生。野球部のエース。中学時代はチズルと一緒に水泳部でチズルが何かと意識している。

## 舞台
2021年11月3日から7日まで、東京・下北沢の「劇」小劇場にて上演された。大学生になった中田夢花自身が脚色も担当し、演出・美術は、「虚構の劇団」メンバーで、「EPOCH MAN」主宰の小沢道成が手掛ける。出演者は、オーディションで選ばれた女子高生役4名に加え、彼女たちの教師役は椙山さと美が演じている。

### キャスト（舞台）
- ココロ - 濵尾咲綺[4]
- ミク - 仲吉玲亜[4]
- チヅル - 宮崎優[4]
- ユイ - 花岡すみれ[4]
- 教師 - 椙山さと美[4]

### スタッフ（舞台）
- 作 - 中田夢花
- 演出・美術 - 小沢道成[4][2]

## 映画
この戯曲を原作として、2024年5月3日に公開された日本映画。監督は山下敦弘、メインキャストは、舞台版から引き続いての出演となる濵尾咲綺、仲吉玲亜、花岡すみれと映画版からの出演となる清田みくり。
劇場公開に先立って、第19回大阪アジアン映画祭コンペティション部門に出品され、同年3月4日および7日にプレミア上映がされた。

### キャスト（映画）
ココロ
演 - 濵尾咲綺
徳島南高校2年生。「メイク推奨一軍女子」。メイクをしていないと落ち着かない。
ミク
演 - 仲吉玲亜
同級生。小さい頃から踊っていた男踊りが、男女の性差を意識し始めて「踊れなくなった女子」。
チヅル
演 - 清田みくり
同級生。水泳部の部長。「ふてくされ水泳部」。空っぽのプールになぜかいる。楠に水泳で負けてから部活を辞めると言い出している。
ユイ
演 - 花岡すみれ
3年生。水泳部の元部長。引退しているが、「チヅルを見守る先輩」。掃除を手伝うことになる。
リンカ
演 - 三浦理奈
2年生。ココロと同じグループ。野球部のマネージャー。映画版オリジナルキャラクター。
山本
演 - さとうほなみ
体育教師。ココロとミクに特別補習としてプール掃除を指示する。
山本の友人（電話の声）
演 - 土山茜
福岡の友人女性。部活の同期での飲み会に山本を誘う。
野球部員・楠、野球部員A、野球部員B、野球部員C
演 - 井手上亮太、岡田空、吉田タケシ、山本宗介
楠は2年生でエース。中学時代チヅルと同じ水泳部で、チヅルから強く意識されている。
野球部員Aは1年、 野球部員BとCは2年。

### スタッフ（映画）
- 監督 - 山下敦弘
- 原作 - 中田夢花、村端賢志、徳島市立高等学校演劇部[8]
- 脚本 - 中田夢花
- 音楽 - 澤部渡（スカート）[15]
- 主題歌 - スカート「波のない夏 feat.adieu」（ポニーキャニオン/IRORI Records）[15]
- 製作 - 大熊一成、直井卓俊、久保和明、保坂暁、大高健志
- 企画 - 直井卓俊[8]
- プロデューサー - 寺田悠輔、久保和明[8]
- 撮影 - 高木風太[8]
- 照明 - 後閑健太[8]
- 録音 - 岸川達也[8]
- 美術 - 小泉剛[8]
- スタイリスト - 小宮山芽以[8]
- ヘアメイク - 仙波夏海[8]
- 助監督 - 山口雄也[8]
- ラインプロデューサー - 浅木大、篠田知典[8]
- キャスティング - 池田舞、松本晏純
- スチール - 根矢涼香
- 脚本協力 - 小沢道成
- 宣伝美術 - 寺澤圭太郎
- 制作プロダクション - レオーネ
- 製作 -「水深ゼロメートルから」製作委員会
- 製作幹事 - ポニーキャニオン
- 配給・宣伝 - SPOTTED PRODUCTIONS